# Tito Pasqui
Tito Pasqui (Forlì, 1º agosto 1846 – Forlì, 7 luglio 1925) è stato un agronomo e politico italiano.

## Biografia
Figlio dell'agronomo forlivese Gaetano Pasqui e di Gertrude Silvagni, appena ventenne fu volontario nella terza guerra di indipendenza del 1866 incorporato nell'8º Reggimento del Corpo Volontari Italiani di Giuseppe Garibaldi e, nel 1867 fu nuovamente a Mentana, con il grado di sergente, al fianco di Achille Cantoni come furiere capo.
Successivamente, fu volontario garibaldino anche nella battaglia di Digione. Deposte le armi riprese gli studi, fino a laurearsi in ingegneria civile e matematica a pieni voti assoluti, con lode speciale e menzione onorevole nella Gazzetta Ufficiale del Regno. Fu dapprima assistente alla Scuola Agraria di Bologna, quindi insegnante di estimo e costruzioni all'Istituto Tecnico di Ravenna. Delle sue molteplici attività si ricordano la politica e gli studi di carattere agricolo.
Di estrazione originariamente repubblicana, vicino ad Aurelio Saffi, a poco a poco si spostò su posizioni sempre più moderate e monarchiche. Prese parte attiva nell'Amministrazione locale e nazionale: iniziò con l'essere assessore comunale a Forlì e presidente del consiglio provinciale, fino a diventare deputato alla Camera nel 1897.
Tanti sono, nella belle époque, gli incarichi che il Regno d'Italia affidò al Pasqui, residente per lungo tempo a Roma: fu, per esempio, rappresentante del Governo all'Esposizione agraria universale a Vienna e al Congresso internazionale di economia rurale e forestale. Fu Commissario per l'Italia all'Esposizione Universale (1900) di Parigi. Ricoprì anche l'incarico di delegato italiano per il regime di importazione dei vini italiani nell'Austria-Ungheria. Nel 1903 fu promosso Ispettore generale dell'Agricoltura, delle Acque e Foreste per poi essere scelto quale ispettore generale e presidente della bonifica dell'Agro romano.
Nonostante i numerosi impegni internazionali non dimenticò mai la sua terra d'origine: fu, per esempio, uno dei membri del comitato a sostegno della fondazione del Museo internazionale delle ceramiche in Faenza e contribuì a sconfiggere la fillossera che infestava la Romagna. Lasciò per testamento una cospicua raccolta di libri e documenti alla Biblioteca civica di Forlì (il Fondo Tito Pasqui). Fu ricordato come prolifico pubblicista e buon oratore.

## Opere
Pubblicò diverse opere di argomento agrario tra cui Le macchine al concorso agrario di Ferrara, Coltivazione del cappero, La filossera. Tra le onorificenze ricevute si menzionano i titoli di Grand'Ufficiale dell'Ordine dei Santi Maurizio e Lazzaro e dell'Ordine della Corona d'Italia, Cavaliere Ufficiale della Legion d'onore (Parigi, 1900), Grand'Ufficiale della Stella di Romania. 
Tra gli altri riconoscimenti si citano il "Gran Premio de Honor de colaboración" conferito dal governo argentino, il "Diploma di Medaglia d'oro" conseguito all'Esposizione Universale di Parigi (1900) e numerosi altri diplomi di benemerenza tra cui quello per l'Esposizione internazionale di Milano (1906).
Morì a 79 anni il 7 luglio 1925 a Forlì nel cui cimitero monumentale ora è sepolto.
Su “La Riviera Romagnola – rassegna settimanale dell'industria e del commercio marinara e termale, del lavoro e dell'arte, di igiene sociale, agricola e sportiva” di giovedì 13 aprile 1922 (Anno II – N. 15) si legge:
Oggi il Pasqui è nella sua diletta Forlì, nel cuore della sua cara Romagna, che mai dimenticò nella sua brillante carriera incoraggiando, secondando amorevolmente quale Direttore generale dell'Agricoltura, quelle numerose iniziative, che si proponevano il risveglio di ogni attività agricola, l'incremento della produzione e quindi della ricchezza, la diffusione della vera tecnica agraria.
Troppo arduo come il lettore facilmente comprende, sarebbe addentrarci nella enumerazione delle benemerenze acquistatesi in questo campo. Possiamo soltanto affermare, che la Romagna va a Lui debitrice di una buona parte del meraviglioso progresso agrario verificatosi in quest'ultimo ventennio.
Più critico fu il coevo "Monitore della Val Marecchia" che ne ricordò i burrascosi trascorsi rivoluzionari e una certa inclinazione ad eccedere nelle lusinghe rivolte al bel sesso.
Avendo partecipato, per conto del Governo Italiano, a numerose esposizioni universali, ha collezionato preziosi documenti poi donati alla Biblioteca civica di Forlì, in cui sono tuttora conservati all'interno dell'Unità Fondi Antichi.
A novant'anni dalla morte, il Comune di Forlì gli ha dedicato una mostra dal titolo "Eurovisioni. Tito Pasqui, un forlivese alle grandi esposizioni (1873-1906)" a cura di Cristina Ambrosini, dirigente dei Musei civici, Roberto Balzani, docente dell'Università di Bologna, e Antonella Imolesi Pozzi, responsabile dei Fondi Antichi, Manoscritti e Raccolte Piancastelli della Biblioteca civica, con allestimenti di Flora Fiorini e Sergio Spada.
L'esposizione, accompagnata da un'agile guida alla mostra, è stata visitabile presso i Musei San Domenico dal 10 ottobre 2014 al 6 gennaio 2015.